# Wexford
Wexford (in inglese) o Loch Garman (in irlandese; Weiseforth in yola) è la county town dell'omonima contea della Repubblica d'Irlanda. È situata nella parte sud-orientale dell'isola d'Irlanda, molto vicina all'Europorto di Rosslare, e connessa alla capitale Dublino tramite la strada nazionale N11 e la rete ferroviaria nazionale che parte da Dublino al porto di Rosslare.
La città è situata alla foce di un fiume, il centro storico è disposto attorno ad un'unica lunga strada centrale, dai cui lati si dipartono vari vicoli in una struttura a spina di pesce tipica dei primi insediamenti in Irlanda.
Dal 17 aprile 2000 è legata con patto di fraternità alla cittadina di Lugo (RA) e dal 3 maggio 2013 è legata con gemellaggio allo stesso comune.
Nei dintorni di Wexford si trova un parco chiamato Heritage Park a tema in cui sono ricostruite le abitazioni e gli edifici caratteristici delle diverse fasi della storia d'Irlanda, a partire dalla Preistoria e fino al Medioevo.
Da segnalare inoltre la spiaggia di Kilmore Quay. 

## Storia
La contea di Wexford diede un forte sostegno alla rivolta irlandese negli anni '40 del 1600. Nella città era di stanza una flotta di corsari ribelli, composta da marinai provenienti dalle Fiandre e dalla Spagna, oltre che da uomini del posto. La città fu saccheggiata dai parlamentari inglesi durante la conquista dell'Irlanda da parte di Cromwell nel 1649. Molti abitanti furono uccisi e gran parte della città fu bruciata.

## Cultura
A partire dal 1951 in questa città si svolge annualmente il Festival dell'Opera di Wexford.
Il calendario romano ricorda il martirio di Matthew Lambert, Robert Meyler, Edward Cheevers e Patrick Canavagh, avvenuto a Wexford il 5 luglio del 1580 sotto il regno di Elisabetta I.